# Адміністративний поділ Одеси
Адміністративно-територіальний поділ міста Одеси та Одеської міськради (як адміністративно-територіальної одиниці до 17 липня 2020 р.).
У 2002 році рішенням міськради введено новий адміністративно-територіальний поділ міста з 1 січня 2003 року, згідно з яким кількість районів міста зменшилася з восьми до чотирьох.
В Одесі на сьогоднішній день існує чотири адміністративних райони, які управляються районними адміністраціями. Голови районних адміністрацій призначаються міським головою за погодженням з Одеською міською радою.

## Адміністративно-територіальний поділ
| Назва району                                 | Площа, км² | Населення, тис. осіб | Густота, осіб/км² | Житлові мікрорайони |
| -------------------------------------------- | ---------- | -------------------- | ----------------- | --- |
| Київський район (південь)                    | 47,7       | 256,58               | 5379              | Великий Фонтан, Середній Фонтан, Вузівський, Дерибасівка, Дмитріївка, Дача Ковалевського, Люстдорф, Південний, Суднобудівельник, Селище Таїрова, Черемушки (частково), Чубаївка, Шкільний |
| Пересипський район (північ)                  | 25,3       | 263                  | 10395,2           | Слобідка Балтівка, Більшовик, Жевахова гора (Жевахова слобідка), Селище Котовського, Крива Балка, Куяльник, Куяльницький курорт, Лиманчик, Лузанівка, Пересип, Слобідка (Слобідка Романівка), Солдатська слобідка, Шевченко, Шкодова гора |
| Приморський район (історичний центр та схід) | 24.2       | 259                  | 10702,4           | Аркадія, Малий Фонтан, Куликове поле, Матроська Слобідка, Молдаванка (частково), Сахалінчик, Центр |
| Хаджибейський район (захід)                  | 89,7       | 242,9                | 2707,9            | 1-а Застава, 2-а Застава (Хлібне містечко, Тираспольська Застава), Ближні Млини, Дача Дашкевича, Дальні Млини, Бугаївка, Верстатобудівельник, Хутір Вишинського, Слобідка Воронцівка, Курсакі, Молдаванка (більша частина), Преображенське (Ленселище), Сахарне селище, Троїцьке (Дзержинського), Черемушки (Південно-Західний) (більша частина) |

## Історія

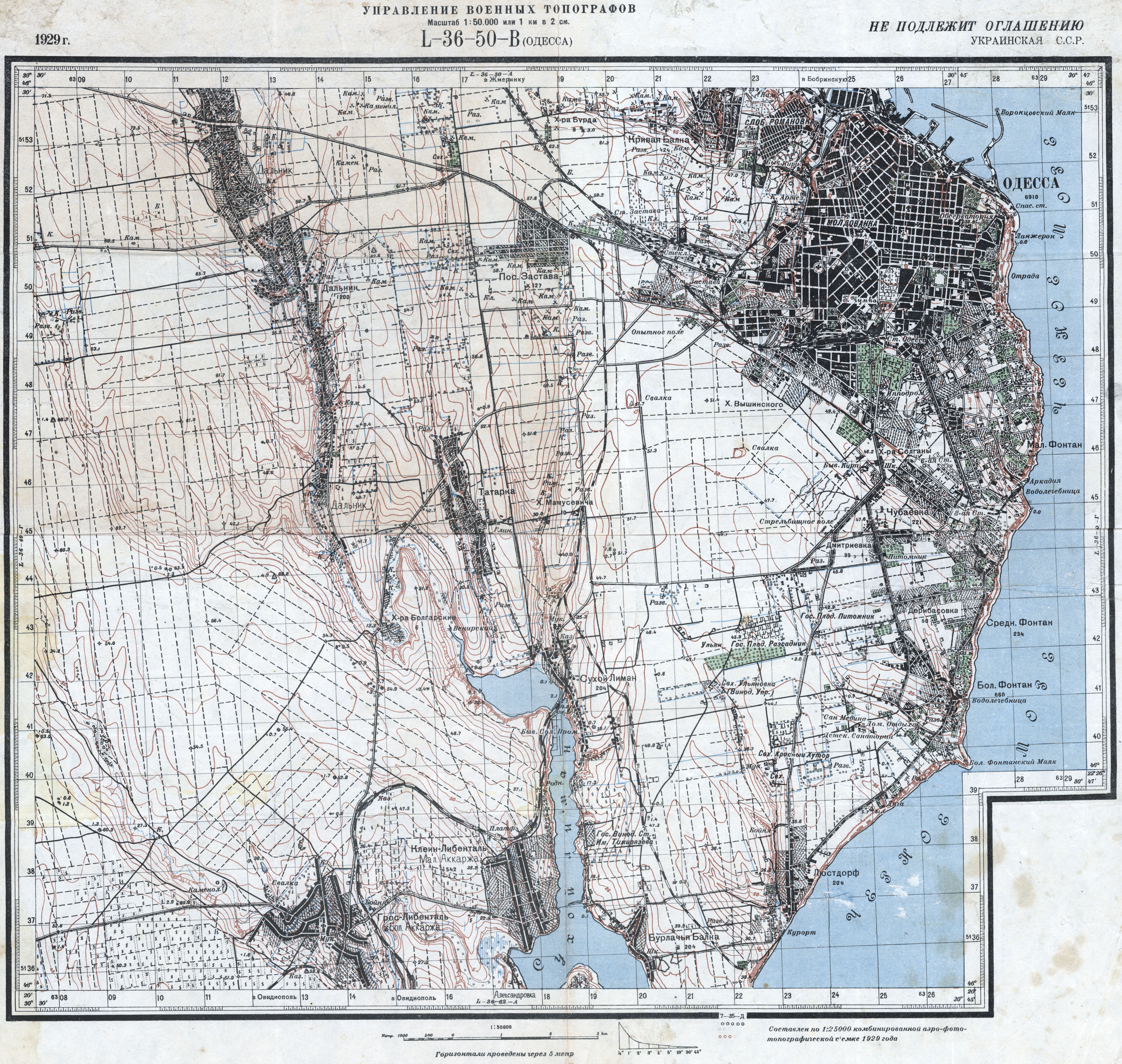
Одеса, 1929

У 1920-х роках райони (поліцейські дільниці): 
Бульварний, Олександрівський, Херсонський, Петропавлівський, Михайлівський, Пересипський та Дальницький (передмістя).
У 1930 році міліцейські дільниці:
I (Бульварна), II (Олександрівська), III (Михайлівська), IV (Херсонська), V (Пересипська), VI (Петропавлівська), VII (Слобідська); 
та 3 райони:
Іллічівський, Ленінський, Сталінський.
1930 року Одеський та Овідіопольський райони ліквідовані — сільради підпорядковані Одеській міській раді.
Станом на 1931 рік Одеська міська рада включала 30 сільрад.
27 лютого 1932 р. Біляївський район був ліквідований, а його територію приєднано до Одеської міськради.
На 1 липня 1932 р. 41 сільська та селищна ради, територія 2316,2 тис. км².
Постановами ВУЦВК від 22 січня та 17 лютого 1935 р. було створено Біляївський район (11 сільських рад).
14 листопада 1935 р. Отрадівську (Одрадове), Уварівську та Вигодянську сільради приміської смуги Одеської міськради перечислено до складу Біляївського району.
На початок 1937 р. 28 сільрад.

У серпні 1937 року з приміської смуги Одеської міської ради створено (відновлено) Одеський район за рахунок 24 сільських рад; 4 сільради — Велико-Фонтанська, Люстдорфська, Потриваївська (Ближні і Дальні Млини) та Чубаївська, — перетворені на селищні ради у складі Одеської міськради.
25 жовтня 1938 до міської смуги м. Одеса включено селища Лузанівка, Соляні промисли (біля Корсунців) Крижанівської сільради, Міжлиманні хутори (селище заводу «Більшовик») Протопопівської сільради, та всі населені пункти Чубаївської, Велико-Фонтанської, Криво-Балківської, Потриваївської, Усатівської, Люстдорфської і Нерубайської сільських рад, за винятком с. Велика Фомина Балка (Нерубайської сільради) з утворенням Велико-Балківської сільради. Чубаївську, Велико-Фонтанську, Криво-балківську, Потриваївську, Усатівську, Люстдорфську та Нерубайську сільради ліквідовано.
1 жовтня 1939 с. Нерубайське з міської зони м. Одеса — включено до Одеського району і утворено Нерубайську с/р.
На 1939–1940 роки 6 районів: Воднотранспортний, Ворошиловський, Іллічівський, Кагановичський, Ленінський, Сталінський.
На 1 вересня 1946 року міськраді підпорядковано села Крива Балка, Куяльник, Усатове, с-ща Ленінське, Троїцьке і 3 сільради: Велико-Фонтанська (с. Великий Фонтан), Середньо-Фонтанська (с. Дерибасівка, Дмитрівка, Середній Фонтан, Чубаївка), Чорноморська (с. Чорноморка, х. Червоний (радгосп)).
5 квітня 1951 року утворено Великофонтанську (пригороди Великий Фонтан, Середній Фонтан та Чорноморка), Залізничну (пригороди Ленінський, Троїцький та с-ще залізничної ст. Застава I) і Усатівську (пригороди/села Крива Балка, Куяльник і Усатове) селищні ради.
Указом Президії ВР Української РСР від 17 липня 1952 р. ліквідовано Усатівську, а також Великофонтанську та Залізничну селищні Ради, включивши територію Усатівської селищної Ради до складу Ленінського району, Великофонтанську — до складу Кагановичського району та Залізничну — до Іллічівського р-ну м. Одеси.
1957 Кагановичський район перейменовано на Приморський.
21 травня 1958 року Ворошиловський район Одеси перейменований у Центральний район.

(див. також Адміністративно-територіальна реформа в УРСР (1957—1960))
13 червня 1958 року Воднотранспортний район Одеси був скасований, його територія увійшла до складу Сталінського та Центрального міських районів Одеси.
Рішенням виконкому Одеської обласної Ради депутатів трудящих від 8 квітня 1960 року північно-східну околицю міста Одеси (міськради) виділено в окремий населений пункт — село Усатове, яке передано до складу Біляївського району з підпорядкуванням Нерубайській сільській Раді.
14 листопада 1961 року Сталінський район перейменовано на Жовтневий район.
Наприкінці 1962 р. додатково створений Київський район.
Станом на 1 липня 1965 в Одесі 6 районів: Жовтневий, Іллічівський, Київський, Ленінський, Приморський та Центральний.
Станом на 1967 рік с. Куяльник, с. Крива Балка, с-ще Ленінське, Кисельове та Шевченко-3 включено в смугу м. Одеса.
1977 р. створено Малиновський район.
1979 р. утворено Суворовський район.
- Карта районів міста, 1989

7 лютого 2002 року змінено межі міста Одеси за рахунок земель Усатівської сільради Біляївського району (насамперед санаторію «Хаджибей» разом з парком), Красносільської і Крижанівської сільради Комінтернівського району, Авангардівської селищної та Таїровської селищної ради Овідіопольського району.
З 1 січня 2003 року існує чотири нових райони: Київський район, з включенням до його меж частини територій колишніх Київського і Приморського районів; Малиновський район, з включенням до його меж території колишнього Малиновського та частини територій колишніх Іллічівського, Київського та Центрального районів; Приморський район, з включенням до його меж території колишнього Жовтневого району та частини територій Іллічівського, Ленінського, Приморського, Центрального районів; Суворовський район, з включенням до його меж частини території колишнього Ленінського та території колишнього Суворовського районів.
У червні і вересні 2016 року селища (мікрорайони) Дзержинське та Ленінське перейменовані на Троїцьке і Преображенське (відповідно).
3 травня 2023 року рішенням Одеської міської ради Малиновський район був перейменований на Хаджибейський, а Суворовський район на Пересипський.